# Bonkers (single)
Bonkers is een nummer uit 2009 van de Britse rapper Dizzee Rascal en de Amerikaanse dj Armand Van Helden. Het is de tweede single van Rascals vierde studioalbum Tounge n' Cheek. 
Rascal wilde een typische festivaltrack van het nummer maken. Naar eigen zeggen kostte het hem slechts 25 minuten om de tekst op papier te zetten. In een interview met The Sun zei Rascal dat hij, ondanks dat hij geen liefhebber was van housemuziek, er wel van genoot om het nummer te maken. Het nummer werd een grote hit in het Verenigd Koninkrijk, waar het de nummer 1-positie bereikte. In Nederland had het nummer met een 5e positie in de Tipparade minder succes, terwijl het in Vlaanderen wel weer een dikke hit was met een 6e positie in de Vlaamse Ultratop 50.
Het nummer verscheen in de actiefilm Kingsman: The Secret Service uit 2014.